# Wielki Order Królowej Jeleny
Wielki Order Królowej Jeleny z Wstęgą i Gwiazdą Poranną (chorw. Velered kraljice Jelene s lentom i Danicom) – wysokie chorwackie odznaczenie państwowe ustanowione w 1995 roku.

## Historia, organizacja i zasady nadawania
Order został ustanowiony 10 marca 1995 przez Zgromadzenie Chorwackie. Odznaczenie utworzono w celu nagradzania:
- „wysokiej rangi urzędników państwowych i szefów organizacji międzynarodowych za wkład w reprezentowanie Republiki Chorwacji i umacnianie jej pozycji na arenie międzynarodowej
- chorwackich i zagranicznych mężów stanu, przewodniczących parlamentu i szefów rządu za wybitne zasługi dla sprawy niepodległości i integralności Republiki Chorwacji oraz jej budowy i rozwoju, oraz za osobiste, doniosłe osiągnięcia w zakresie rozwoju stosunków między Chorwacją i jej narodem a innymi państwami i narodami
- wysokiej rangi oficerów wojskowych za znaczący wkład w stworzenie doktryny i strategii militarnej, oraz za zasługi dla powstania i rozwoju Chorwackich Sił Zbrojnych, tudzież za wybitne dokonania w zakresie dowodzenia ChSZ”[2]

Order nie jest podzielony na klasy i zajmuje drugie miejsce w kolejności starszeństwa chorwackich odznaczeń państwowych. Nadaje go urzędujący prezydent Chorwacji. Nazwa odznaczenia upamiętnia postać Heleny z Zadaru, zwanej „Chwalebną”, żony Mihajla Krešimira II, króla Chorwacji w latach 946–969.

## Insygnia
Wykonaną ze srebra odznaką orderu (wys. 65 mm, szer. 52 mm) jest stylizowany krzyż trefoil (koniczyna) o ostro zakończonych ramionach i złoconym obramowaniu. Na jego powierzchni, pokrytej bladoniebieską emalią, widnieją rozmieszczone symetrycznie złote krzyżyki. Nad górnymi wierzchołkami krzyża znajduje się korona (jako element herbu państwa) z pięcioma tarczami przedstawiającymi historyczne herby krain tworzących Republikę Chorwacji. Na podstawie korony umieszczono grawerowany napis: „Kraljice Jelene”. Na rewersie odznaki znajduje się wytłoczony, okrągły warkocz starochorwacki z umieszczoną w nim, kolistą inskrypcją: „Republika Hrvatska” (oba napisy są złożone wersalikami).
Wielka gwiazda orderu, nosząca nazwę „Porannej” (śr. 90 mm) jest wykonana ze srebra. Jej osiem dłuższych i osiem krótszych promieni srebrnych przedzielają wiązki promieni pozłacanych. W centrum gwiazdy umieszczona jest odznaka orderu.
Wstęga orderu (szer. 80 mm, dł. 1960 mm) składa się z trzech równej szerokości, pionowych pasów: czerwonego, białego i granatowego. Pasy czerwony i granatowy zdobią podwójne bordiury w formie złotego warkocza starochorwackiego.